# Rallye Finnland 2025
Die 74. Rallye Finnland 2025 (Secto Rally Finland 2024) war der 9. Lauf zur FIA-Rallye-Weltmeisterschaft 2025. Sie dauerte vom 31. Juli bis zum 3. August 2025 und es waren insgesamt 20 Wertungsprüfungen (WP) zufahren.

## Meldeliste
| Nr.                  | Fahrer           | Co-Pilot            | Auto                   |
| -------------------- | ---------------- | ------------------- | ---------------------- |
| WRC-Klasse (Rally1)  |                  |                     |                        |
| 1                    | Thierry Neuville | Martijn Wydaeghe    | Hyundai i20 N Rally1   |
| 5                    | Sami Pajari      | Marko Salminen      | Toyota GR Yaris Rally1 |
| 8                    | Ott Tänak        | Martin Järveoja     | Hyundai i20 N Rally1   |
| 13                   | Grégoire Munster | Louis Louka         | Ford Puma Rally1       |
| 16                   | Adrien Fourmaux  | Alexandre Coria     | Hyundai i20 N Rally1   |
| 17                   | Sébastien Ogier  | Vincent Landais     | Toyota GR Yaris Rally1 |
| 18                   | Takamoto Katsuta | Aaron Johnston      | Toyota GR Yaris Rally1 |
| 22                   | Mārtiņš Sesks    | Renārs Francis      | Ford Puma Rally1       |
| 33                   | Elfyn Evans      | Scott Martin        | Toyota GR Yaris Rally1 |
| 55                   | Josh McErlean    | Eoin Treacy         | Ford Puma Rally1       |
| 69                   | Kalle Rovanperä  | Jonne Halttunen     | Toyota GR Yaris Rally1 |
| WRC2-Klasse (Rally2) |                  |                     |                        |
| Nr.                  | Fahrer           | Co-Pilot            | Auto                   |
| 20                   | Oliver Solberg   | Elliott Edmondson   | Toyota GR Yaris Rally2 |
| 21                   | Yohan Rossel     | Arnaud Dunand       | Citroën C3 Rally2      |
| 24                   | Roope Korhonen   | Ansii Viinikka      | Toyota GR Yaris Rally2 |
| 25                   | Martin Prokop    | Michal Ernst        | Škoda Fabia RS Rally2  |
| 26                   | Joona Lauri      | Samu Vaaleri        | Škoda Fabia RS Rally2  |
| 27                   | Mikko Heikkilä   | Kristian Temonen    | Škoda Fabia RS Rally2  |
| 28                   | Léo Rossel       | Guillaume Mercoiret | Citroën C3 Rally2      |

Anmerkung: Insgesamt haben sich 65 Fahrzeuge in verschiedenen Klassen eingeschrieben.

## Klassifikationen

### Endergebnis
| Position | Position | Nr. | Fahrer           | Co-Pilot         | Auto                   | Zeit      | Rückstand | Punkte | Punkte  | Punkte     | Punkte |
| Gesamt   | Klasse   | Nr. | Fahrer           | Co-Pilot         | Auto                   | Zeit      | Rückstand | Gesamt | Sonntag | Powerstage | Total  |
| -------- | -------- | --- | ---------------- | ---------------- | ---------------------- | --------- | --------- | ------ | ------- | ---------- | ------ |
| 1        | 1        | 69  | Kalle Rovanperä  | Jonne Halttunen  | Toyota GR Yaris Rally1 | 2:21:51.4 |           | 25     | 5       | 5          | 30     |
| 2        | 2        | 18  | Takamoto Katsuta | Aaron Johnston   | Toyota GR Yaris Rally1 | 2:22:30.6 | 0:39.2    | 17     | 3       | 4          | 24     |
| 3        | 3        | 17  | Sébastien Ogier  | Vincent Landais  | Toyota GR Yaris Rally1 | 2:22:36.5 | 0:45.1    | 15     | 4       | 3          | 22     |
| 4        | 4        | 33  | Elfyn Evans      | Scott Martin     | Toyota GR Yaris Rally1 | 2:22:39.5 | 0:48.1    | 12     | 2       | 1          | 15     |
| 5        | 5        | 5   | Sami Pajari      | Marko Salminen   | Toyota GR Yaris Rally1 | 2:23:10.2 | 1:18.8    | 10     | 0       | 0          | 10     |
| 6        | 6        | 1   | Thierry Neuville | Martijn Wydaeghe | Hyundai i20 N Rally1   | 2:23:52.9 | 2:01.5    | 8      | 1       | 2          | 11     |
| 7        | 7        | 55  | Josh McErlean    | Eoin Treacy      | Ford Puma Rally1       | 2:25:58.8 | 4:07.4    | 6      | 0       | 0          | 6      |
| 8        | 8        | 22  | Mārtiņš Sesks    | Renārs Francis   | Ford Puma Rally1       | 2:27:08.6 | 5:17.2    | 4      | 0       | 0          | 4      |
| 9        | 9        | 13  | Grégoire Munster | Louis Louka      | Ford Puma Rally1       | 2:27:16.3 | 5:24.9    | 2      | 0       | 0          | 2      |
| 10       | 10       | 10  | Ott Tänak        | Martin Järveoja  | Hyundai i20 N Rally1   | 2:29:29.8 | 7:38.4    | 1      | 0       | 0          | 1      |

### WRC2 Rally2
| Pos. | Nr. | Fahrer             | Co-Pilot       | Auto                   | Zeit      | Rückstand | Punkte |
| ---- | --- | ------------------ | -------------- | ---------------------- | --------- | --------- | ------ |
| 1    | 24  | Roope Korhonen     | Anssi Viinikka | Toyota GR Yaris Rally2 | 2:29:47.8 |           | 25     |
| 2    | 40  | Jari-Matti Latvala | Janni Hussi    | Toyota GR Yaris Rally2 | 2:29:48.9 | 0:01.1    | 17     |
| 3    | 35  | Robert Virves      | Jakko Viilo    | Škoda Fabia RS Rally2  | 2:30:30.9 | 0:43.1    | 15     |

Anmerkung: Insgesamt haben sich 54 Fahrzeuge von 65 gestarteten klassiert.

## Wertungsprüfungen
(MESZ Berlin, Wien, Bern)
| Datum     | Start         | Nr.  | WP                              | Länge                           | Gewinner                                                                                     | Zeit                                    | Leader           |
| --------- | ------------- | ---- | ------------------------------- | ------------------------------- | -------------------------------------------------------------------------------------------- | --------------------------------------- | ---------------- |
| 31. Juli  | 09:01         | —    | Ruuhimäki (Shakedown)           | 4,12 km                         | Takamoto Katsuta                                                                             | 02:13.8                                 |                  |
| 31. Juli  | 18:05         | WP1  | Harju 1                         | 2,58 km                         | Ott Tänak                                                                                    | 02:04.0                                 | Ott Tänak        |
| 31. Juli  | 18:40 – 18:55 |      | Service A, Jyväskylä Paviljonki | Service A, Jyväskylä Paviljonki | Service A, Jyväskylä Paviljonki                                                              | Service A, Jyväskylä Paviljonki         | Ott Tänak        |
| 1. August | 07:03         | WP2  | Laukaa 1                        | 17,96 km                        | Sami Pajari                                                                                  | 08:27.6                                 | Takamoto Katsuta |
| 1. August | 08:03         | WP3  | Saarikas 1                      | 15,78 km                        | Kalle Rovanperä                                                                              | 07:19.4                                 | Kalle Rovanperä  |
| 1. August | 09:23         | WP4  | Myhinpää 1                      | 14,47 km                        | Kalle Rovanperä                                                                              | 06:31.4                                 | Kalle Rovanperä  |
| 1. August | 10:51         | WP5  | Ruuhimäki 1                     | 7,76 km                         | Sami Pajari                                                                                  | 03:51.1                                 | Kalle Rovanperä  |
| 1. August | 12:01 – 12:41 |      | Service B, Jyväskylä Paviljonki | Service B, Jyväskylä Paviljonki | Service B, Jyväskylä Paviljonki                                                              | Service B, Jyväskylä Paviljonki         | Kalle Rovanperä  |
| 1. August | 13:44         | WP6  | Laukaa 2                        | 17,96 km                        | Takamoto Katsuta                                                                             | 08:28.8                                 | Kalle Rovanperä  |
| 1. August | 14:44         | WP7  | Saarikas 2                      | 15,78 km                        | Kalle Rovanperä                                                                              | 07:16.2                                 | Kalle Rovanperä  |
| 1. August | 16:04         | WP8  | Myhinpää 2                      | 14,47 km                        | Adrien Fourmaux                                                                              | 06:23.3                                 | Kalle Rovanperä  |
| 1. August | 17:35         | WP9  | Ruuhimäki 2                     | 7,76 km                         | Thierry Neuville                                                                             | 03:54.9                                 | Kalle Rovanperä  |
| 1. August | 18:30         | WP10 | Harju 2                         | 2,58 km                         | Adrien Fourmaux                                                                              | 02:08.3                                 | Kalle Rovanperä  |
| 1. August | 19:05 – 19:50 |      | Service C, Jyväskylä Paviljonki | Service C, Jyväskylä Paviljonki | Service C, Jyväskylä Paviljonki                                                              | Service C, Jyväskylä Paviljonki         | Kalle Rovanperä  |
| 2. August | 07:01         | WP11 | Parkkola 1                      | 15,51 km                        | Kalle Rovanperä                                                                              | 07:22.2                                 | Kalle Rovanperä  |
| 2. August | 08:42         | WP12 | Västilä 1                       | 18,94 km                        | Kalle Rovanperä                                                                              | 08:16.3                                 | Kalle Rovanperä  |
| 2. August | 09:36         | WP13 | Päijälä 1                       | 20,19 km                        | Thierry Neuville                                                                             | 09:35.3                                 | Kalle Rovanperä  |
| 2. August | 11:05         | WP14 | Leustu 1                        | 16,44 km                        | Kalle Rovanperä                                                                              | 07:15.9                                 | Kalle Rovanperä  |
| 2. August | 12:35 – 13:15 |      | Service D, Paviljonki           | Service D, Paviljonki           | Service D, Paviljonki                                                                        | Service D, Paviljonki                   | Kalle Rovanperä  |
| 2. August | 14:01         | WP15 | Parkkola 2                      | 15,51 km                        | Sébastien Ogier                                                                              | 07:41.3                                 | Kalle Rovanperä  |
| 2. August | 15:42         | WP16 | Västilä 2                       | 18,94 km                        | Sami Pajari                                                                                  | 08:05.3                                 | Kalle Rovanperä  |
| 2. August | 16:36         | WP17 | Päijälä 2                       | 20,19 km                        | Kalle Rovanperä                                                                              | 09:22.6                                 | Kalle Rovanperä  |
| 2. August | 18:05         | WP18 | Leustu 2                        | 16,44 km                        | Kalle Rovanperä                                                                              | 07:14.0                                 | Kalle Rovanperä  |
| 2. August | 19:15 – 20:00 |      | Service E, Paviljonki           | Service E, Paviljonki           | Service E, Paviljonki                                                                        | Service E, Paviljonki                   | Kalle Rovanperä  |
| 3. August | 09:35         | WP19 | Ouninpohja 1                    | 23,98 km                        | Elfyn Evans                                                                                  | 10:17.1                                 | Kalle Rovanperä  |
| 3. August | 12:15         | WP20 | Ouninpohja 2 (Powerstage)       | 23,98 km                        | 1. Kalle Rovanperä 2. Takamoto Katsuta 3. Sébastien Ogier 4. Thierry Neuville 5. Elfyn Evans | 10:04.9 10:06.9 10:07.3 10:08.8 10:09.2 | Kalle Rovanperä  |